# Thymelaea villosa
Thymelaea villosa é uma espécie de planta com flor pertencente à família Thymelaeaceae. 
A autoridade científica da espécie é (L.) Endl., tendo sido publicada em Genera Plantarum Suppl. 4(2): 66. 1847.
Os seus nomes comuns são cnídio, timeleia-peluda ou trovisco-alvar.

## Portugal
Trata-se de uma espécie presente no território português, nomeadamente em Portugal Continental.
Em termos de naturalidade é nativa da região atrás indicada.

## Protecção
Não se encontra protegida por legislação portuguesa ou da Comunidade Europeia.